# Nalva Aguiar
Nalva Aguiar, nome artistique de Nalva de Fátima Aguiar, née le 9 octobre 1945, est une chanteuse brésilienne.

## Biographie

### Enfance et formation
Nalva Aguiar est née en 1945.

## Discographie
- 1971 : Nalva[2]
- 1972 : Rock and Roll Lullaby
- 1973 : Foi bom Você Chegar[3]
- 1974 : Nalva Aguiar[4]
- 1977 : Vale Prateado[5]
- 1978 : Tupaciguara[6]
- 1981 : Nalva Aguiar[7]
- 1983 : Doradinho[8]
- 1984 : Guerra dos Desafios[9]
- 1984 : Cowboy de Rodeio[10]
- 1988 : Nalva Aguiar[11]
- 1991 : Nalva Aguiar[12]